# Katsuyuki Nakasuga
Katsuyuki Nakasuga 中須賀克行 (Fukuoka, 9 de agosto de 1981) é um motociclista japonês.

## Carreira
Katsuyuki Nakasuga fez sua estreia na 250cc em 2002.